# Ла-Форе-Овре
Ла-Форе́-Овре́ (фр. La Forêt-Auvray) — колишній муніципалітет у Франції, у регіоні Нормандія, департамент Орн. Населення — 190 осіб (2011).
Муніципалітет був розташований на відстані близько 200 км на захід від Парижа, 45 км на південь від Кана, 55 км на північний захід від Алансона.

## Історія
До 2015 року муніципалітет перебував у складі регіону Нижня Нормандія. Від 1 січня 2016 року належав до нового об'єднаного регіону Нормандія.
1 січня 2016 року Ла-Форе-Овре, Шенедуї, Ла-Френе-о-Соваж, Меній-Жан, Пютанж-Пон-Екрепен, Рабоданж, Ле-Ротур, Сент-Обер-сюр-Орн i Сент-Круа-сюр-Орн було об'єднано в новий муніципалітет Пютанж-ле-Лак.

## Демографія
Динаміка населення (INSEE ):
Розподіл населення за віком та статтю (2006):
| Стать | Всього | До 15 років | 15-24 | 25-44 | 45-64 | 65-85 | Понад 85 |
| --- | ------ | ----------- | ----- | ----- | ----- | ----- | -------- |
| Чоловіки | 108    | 16          | 12    | 36    | 24    | 20    | 0        |
| Жінки | 96     | 12          | 12    | 20    | 32    | 16    | 4        |
| \| Статево-вікова піраміда \| Статево-вікова піраміда \| Статево-вікова піраміда \| \| ----------------------- \| ----------------------- \| ----------------------- \| \| Чоловіки \| Вік \| Жінки \| \| 0 \| 85 + \| 4 \| \| 4 \| 80-84 \| 4 \| \| 0 \| 75-79 \| 0 \| \| 4 \| 70-74 \| 4 \| \| 12 \| 65-69 \| 8 \| \| 8 \| 60-64 \| 12 \| \| 4 \| 55-59 \| 4 \| \| 12 \| 50-54 \| 8 \| \| 0 \| 45-49 \| 8 \| \| 8 \| 40-44 \| 0 \| \| 12 \| 35-39 \| 8 \| \| 4 \| 30-34 \| 0 \| \| 12 \| 25-29 \| 12 \| \| 8 \| 20-24 \| 0 \| \| 4 \| 15-20 \| 12 \| \| 4 \| 10-14 \| 4 \| \| 12 \| 5-9 \| 4 \| \| 0 \| 0-4 \| 4 \| |        |             |       |       |       |       |          |
| Статево-вікова піраміда |        |             |       |       |       |       |          |
| Чоловіки | Вік    | Жінки       |       |       |       |       |          |
| 0 | 85 +   | 4           |       |       |       |       |          |
| 4 | 80-84  | 4           |       |       |       |       |          |
| 0 | 75-79  | 0           |       |       |       |       |          |
| 4 | 70-74  | 4           |       |       |       |       |          |
| 12 | 65-69  | 8           |       |       |       |       |          |
| 8 | 60-64  | 12          |       |       |       |       |          |
| 4 | 55-59  | 4           |       |       |       |       |          |
| 12 | 50-54  | 8           |       |       |       |       |          |
| 0 | 45-49  | 8           |       |       |       |       |          |
| 8 | 40-44  | 0           |       |       |       |       |          |
| 12 | 35-39  | 8           |       |       |       |       |          |
| 4 | 30-34  | 0           |       |       |       |       |          |
| 12 | 25-29  | 12          |       |       |       |       |          |
| 8 | 20-24  | 0           |       |       |       |       |          |
| 4 | 15-20  | 12          |       |       |       |       |          |
| 4 | 10-14  | 4           |       |       |       |       |          |
| 12 | 5-9    | 4           |       |       |       |       |          |
| 0 | 0-4    | 4           |       |       |       |       |          |

## Економіка
2010 року серед 112 осіб працездатного віку (15—64 років) 75 були активними, 37 — неактивними (показник активності 67,0%, у 1999 році було 59,8%). З 75 активних мешканців працювало 68 осіб (39 чоловіків та 29 жінок), безробітними було 7 (3 чоловіки та 4 жінки). Серед 37 неактивних 7 осіб було учнями чи студентами, 20 — пенсіонерами, 10 були неактивними з інших причин.

У 2010 році в муніципалітеті числилось 88 оподаткованих домогосподарств, у яких проживали 178,0 особи, медіана доходів виносила 14 465 євро на одного особоспоживача